# Taron-Sadirac-Viellenave
Taron-Sadirac-Viellenave é uma comuna francesa na região administrativa da Nova Aquitânia, no departamento dos Pirenéus Atlânticos. Estende-se por uma área de 14,07 km². Em 2010 a comuna tinha 192 habitantes (densidade: 13,6 hab./km²).